# Georges Lampin
Georges Lampin (San Pietroburgo, 14 ottobre 1901 – Pau, 8 maggio 1979) è stato un regista, sceneggiatore e attore francese.

Ha diretto dodici film tra il 1946 e il 1963.

## Filmografia

### Regista
- L'idiota (L'idiot) (1946)
- L'eterno conflitto (Éternel conflit) (1948)
- Le Paradis des pilotes perdus (1949)
- Ritorna la vita (Retour à la vie), co-regia di André Cayatte, Henri-Georges Clouzot e Jean Dréville (1949) - (episodio "Le Retour d'Antoine")
- La Maison dans la dune (1952)
- Seguite quest'uomo (Suivez cet homme) (1953)
- Belle occasion - cortometraggio (1954)
- Salut, Astra! - cortometraggio (1955)
- Rencontre à Paris (1956)
- I peccatori guardano il cielo (Crime et châtiment) (1956)

### Regista e sceneggiatore
- Les Anciens de Saint-Loup (1950)
- Tragica passione (Passion) (1951)
- Le puits aux miracles - cortometraggio (1953)
- Agli ordini del re (La Tour, prends garde!) (1958)
- Il grande ribelle (Mathias Sandorf) (1963)

### Sceneggiatore
- Un viaggio imprevisto (Le voyage imprévu), regia di Jean de Limur (1935)
- Runaway Ladies, regia di Jean de Limur (1938)

### Attore
- Carmen, regia di Jacques Feyder (1926)
- Napoleone (Napoléon vu par Abel Gance), regia di Abel Gance (1927)
- Casanova, regia di Alexandre Volkoff (1927)